# Enallagma divagans
Enallagma divagans es una especie de caballito del diablo del género Enallagma, de la familia Coenagrionidae, orden Odonata. Fue descrita por Selys en 1876.
Mide 35 mm de longitud. Se distribuye por América del Norte: Estados Unidos y Canadá, donde suele ser encontrado en manantiales, ríos, filtraciones y turberas.
El estado de conservación de Enallagma divagans según la Unión Internacional para la Conservación de la Naturaleza es de menor preocupación, sin ninguna amenaza inmediata para la supervivencia de la especie. La población es estable.